# Ahmed Benkirane
Pour l’article homonyme, voir Benkirane.
Ahmed Benkirane  est né le 12 juillet 1927 à Marrakech. Il est marié, et père de trois enfants.

## Biographie
Après avoir suivi des études primaires et secondaires à Marrakech, Rabat et Casablanca, de 1948 à 1951, il a fréquenté l'École supérieure de commerce de Paris (à titre d’étranger).
De 1951 à 1955, il a dirigé les affaires familiales à Marrakech et à Casablanca. Durant cette période il a participé, au sein des délégations nationalistes, aux divers contacts en France avec les dirigeants, les parlementaires, la presse, en vue de sensibiliser l’opinion française sur le préalable du retour de feu S.M. Mohammed V avant toute négociation pour l’indépendance.
Durant les premiers gouvernements après l'indépendance, il a été directeur du cabinet du ministre du Commerce, de l’Industrie, du Tourisme et la Marine marchande (1956-1957, sous les gouvernements Bekkaï I et Bekkaï II) et sous-secrétaire d'État au sein du même ministère (1958, sous le gouvernement Balafrej). Il a négocié à ce titre le premier accord commercial entre le Maroc et l'Union soviétique en 1958. Il a ensuite été chargé de mission à la vice-présidence du Conseil, ministère de l'Économie nationale et des Finances dirigé par Abderrahim Bouabid (1959-1960), participant notamment aux négociations pour la sortie de la zone franc et la récupération de la Banque d'État du Maroc en 1959, et il a été le premier président de la SAMIR (1959-1960).
Il est le président fondateur de l'Africaine de presse et d'édition, éditrice du quotidien francophone Maroc-informations et de la revue Al Atlas Moussawara (1960-1966) et il a participé à ce titre à la création du Syndicat national de la presse marocaine (SNPM). Il est aussi président-fondateur émérite de la Fédération royale marocaine de golf et président du Centre des jeunes patrons.
Dans le monde des affaires, il a occupé plusieurs postes de responsabilité. Il est notamment président de la Société Fennie Brossette, président-fondateur de la Compagnie d’Assurances Es-Sâada et président de la Société Dolbeau-Dimatit.
Dans la deuxième moitié des années 1960, il est nommé directeur général de la Caisse de dépôt et de gestion (1966-1968), directeur général de l'Office de commercialisation et d'exportation et sous-secrétaire d'État au ministère du Commerce et de l'Industrie. Il a dirigé à ce titre les négociations avec l'Espagne pour la conclusion du premier accord de pêche et la récupération de Sidi Ifni (1968-1970).
Il a ensuite été membre de la Chambre des représentants et président du Conseil provincial de Marrakech (1970).
De 1973 à 1976, il est ambassadeur du Maroc en Belgique et au Luxembourg et auprès des Communautés européennes. Il a dirigé à ce titre les négociations qui ont abouti à l’accord de commerce de 1976 avec les instances européennes. À son retour de Bruxelles, il est membre de la Chambre des représentants au titre de la Chambre de commerce et d'industrie de Casablanca (1977-1983).
De 1994 à 2006, il est vice-président de la Confédération générale des entreprises du Maroc (CGEM) et président du Conseil de médiation et d'arbitrage.
Il est officier de l'ordre du Trône (Maroc), officier de la Légion d'honneur[Quand ?] (France), et il a reçu la grand-croix de l'ordre de la Couronne (Belgique).
En 2010 il a mis sa mémoire et ses archives à disposition d'une recherche en sciences sociales qui a abouti dans l'ouvrage, I. Bono, Un entrepreneur du national au Maroc. Ahmed Benkirane, traces et discrétion (Karthala, Paris 2024).